# Super-rotazione atmosferica
La super-rotazione atmosferica è un fenomeno in cui l'atmosfera di un pianeta ruota attorno all'asse di rotazione più rapidamente della superficie del pianeta stesso. Il fenomeno è stato osservato su Venere, Titano, Giove, e Saturno. 
Venere, in particolare, mostra la più estrema super-rotazione, con la sua atmosfera che compie una rotazione completa in 4 giorni terrestri, a fronte del "giorno" venusiano, lungo 243 giorni terrestri.